# USS Nautilus (SS-168)
A USS Nautilus egy Narwhal–osztályú amerikai tengeralattjáró volt a második világháborúban. A tengeralattjáró tizennégy járőrutat tett meg a csendes-óceáni hadszíntéren, részt vett a Midwayi csatában, a Makini rajtaütésben, Attu inváziójában és a Fülöp-szigetek visszafoglalásában.

## A háború előtt
A Narwhal–osztályú tengeralattjáró építése 1927. augusztus 2-án kezdődött a kaliforniai Mare-szigeti haditengerészeti gyárban. A hajót, amelynek neve USS V–6, azonosítója SC-2 volt, 1930. március 15-én bocsátották vízre. A tengeralattjáró 1930. július 1-jén állt szolgálatba. 1931 márciusáig különböző merülési teszteken vett részt a Connecticut állambeli New Londonnál. 1931. február 19-én Nautilusnak nevezték át, új egyedi azonosítóját (SS-168) 1931. július 1-jén kapta meg.
1932 végén megérkezett a csendes-óceáni amerikai flotta központjába, Pearl Harborba, és a 12. tengeralattjáró hadosztály zászlóshajója lett. 1935 és 1938 között a San Diego állomáshelyű 13. tengeralattjáró hadosztályba tartozott. 1939 és 1941 között ismét Pearl Harborban állomásozott. 1941 júliusában a Mare-szigeti haditengerészeti javítóbázison felújították dízel motorjait és szellőztető rendszerét, valamint modernizálták rádióját. A munkák 1942 tavaszán fejeződtek be, és 1942. április 28-án a Nautilus visszatért Pearl Harborba.

## Midwayi csata
1942. május 24-én a Nautilus, William H. Brockman kapitánysága alatt, kihajózott Pearl Harborból első háborús járőrútjára. 1942. június 4-én 7.55-kor, miután fogták egy PBY Catalina felderítőgép rádióadását a japán flottáról, megpillantották a Midway ellen tartó hajókat, de őket is észrevették, és egy japán repülőgép gépágyúval rájuk lőtt. A Nautilus harminc méter mélyre süllyedt, majd folytatta a hajóhad követését. Egy cirkálót és három rombolót figyelt meg, de ismét észrevette egy repülő, és megtámadta. Két romboló közel volt a tengeralattjáróhoz, és mélységi bombákkal próbálták meg elpusztítani.
A hajó nem sokkal később, 8.15 és 8.30 között periszkópmélységig emelkedett, és a japán flotta közepén találta magát. Két torpedót lőtt ki a Kirisima cirkálóra, az egyik besült, a másik pedig mellé ment. Fél kilenckor egy romboló felfedezte, és megtámadta, ezért a tengeralattjáró kénytelen volt ismét a mélybe merülni. 8.40 és 9 óra között ismét felemelkedett, de 9.18-kor újra mélységi bombákat dobott rá egy japán romboló. Tíz óra előtt öt perccel ismét periszkópmélységig emelkedett, de addigra elvesztette a flotta nyomát.
A japán romboló, az Arasi amely hosszú időn át kitartóan üldözte a Nautilust, teljes gőzzel tartott a támadó flotta után. Clarence Wade McClusky korvettkapitány 37 Dauntless zuhanóbombázójával órák óta a japánokat kereste. Amikor McClusky megpillantotta az északnyugatra tartó Arasit, követni kezdte irányát, és rábukkant a hajóhadra. Az amerikai gépek eltaláltak két hordozót, a Kagát és az Akagit, ami eldöntötte a csatát.
Részlet Brockman jelentéséből

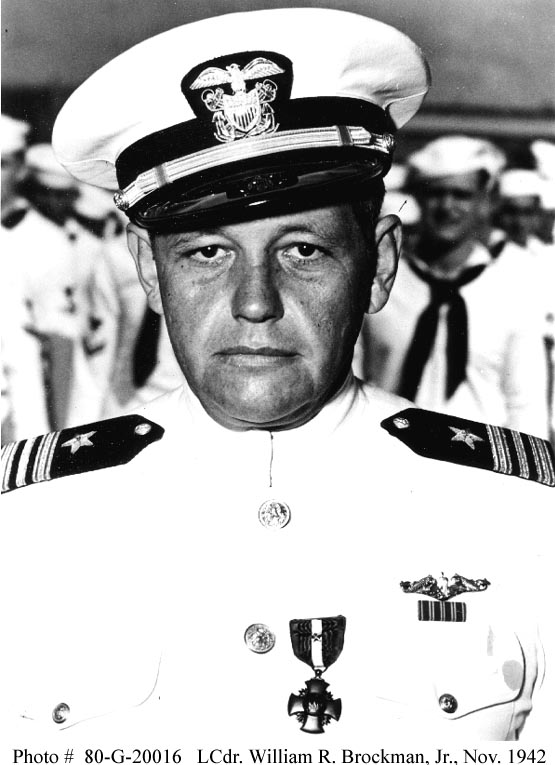
Brockman kapitány

„Délután a japcsik sokkal pontosabbak lettek, és a mélységi bombák közül sok nagyon közel robbant. Ebben az időszakban olyan hangokat hallottunk, mintha nehéz láncokat vonszolnának a fedélzeten. Azt hittük, hogy a japcsik vezetékeket húznak abban az igyekezetükben, hogy beazonosítsák a tengeralattjáró pozícióját. (...) Még a délután folyamán olyan hangot lehetett hallani, mintha két nehéz tárgyat ejtettek volna a fedélzetre. A hajó ekkor 103 méter mélyen volt. Úgy gondoltuk, elképzelhető, hogy két mélységi bomba eltalálta a hajótestet, de a nyomás miatt nem robbantak.”
Hét perccel dél előtt a Nautilus meglátta a sérült Kagát, amelyet tévesen Szorjuként azonosított. A tengeralattjáró támadó pozícióba manőverezett, majd 13:59 és 14:05 között négy torpedót lőtt a repülőgép-hordozóra nagyjából 2700 méterről, esetleg közelebbről. Az első torpedó beragadt a vetőcsőbe, a második és a harmadik mellé ment. A negyedik telibe találta ugyan a Kagát, de nem robbant fel. A torpedó kettétört, és a vízben evickélő japán tengerészek belekapaszkodtak lebegő darabjaiba, hogy a felszínen maradjanak. Ismeretlen okból a Nautilus legénysége azt jelentette, hogy látták felcsapni a lángokat a találat után. Az akciót követően két japán romboló rátámadt a tengeralattjáróra, amely kénytelen volt órákra lemerülni.
A búvárhajó 16.10-kor ismét felemelkedett. A periszkópon keresztül látták az égő, elhagyott Kagát. „A hordozót sűrű fekete füst borította be, amelynek felhője háromszáz méterrel emelkedett a hajó fölé. A tiszt, aki ezt a megfigyelést tette, a felhőt ahhoz az olajfüsthöz hasonlította, amely a USS Arizonából szállt fel, amikor Pearl Harborban égett” – jegyezte fel Brockman kapitány.
Kevéssel háromnegyed nyolc előtt Brockman kiadta a parancsot, hogy 42 mélységi bombatámadás túlélése után, a Nautilus hagyja el a területet. Brockman később megkapta a Haditengerészeti Keresztet a csatában való helytállásáért.
Június 7-9. között a tengeralattjárót feltöltötték Midwayen, majd folytatta a járőrözést. Június 20-án elérte Honsú szigetét, majd két nap múlva megrongált egy japán rombolót a Szagami-öböl bejáratánál. Június 25-én két torpedóval elsüllyesztette az 1685 tonnás Jamakaze rombolót Jokoszukától 110 kilométerre délkeletre, valamint megrongált egy olajszállítót. Június 27-én a tenger fenekére küldött egy fából készült bárkát, és Nodzsimazakitól keletre elsüllyesztette a Muszasi Maru aknaszedőt. Másnap megrongált egy japán kereskedelmi hajót, és ismét túlélt egy intenzív mélységi bombázást. A támadásban a Nautilus megrongálódott, ezért visszatért Pearl Harborba, ahol július 11-étől augusztus 7-éig javították.

## Portyázások

### Második út

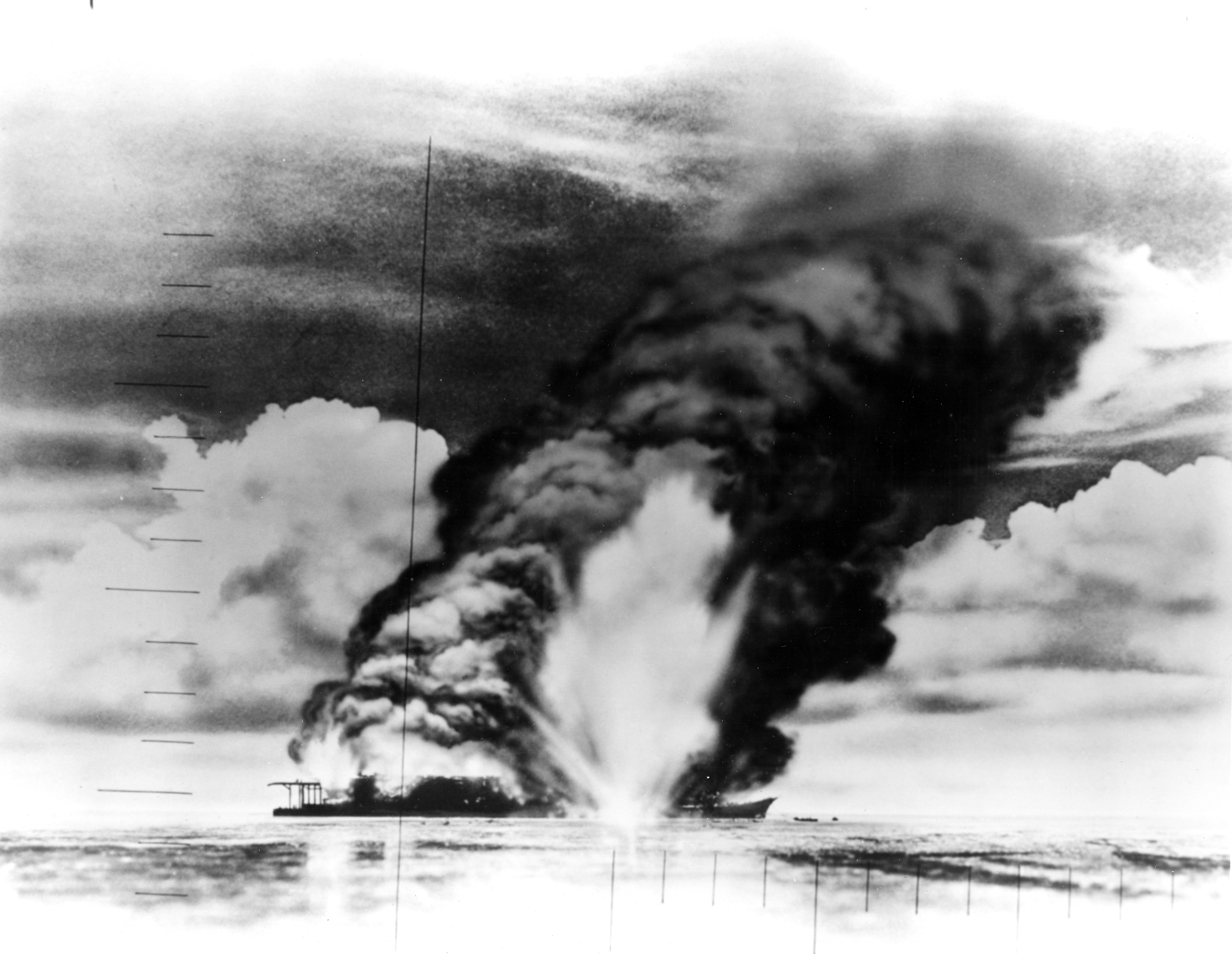
A Nautilius japán hordozót támad a Midwayi csatában

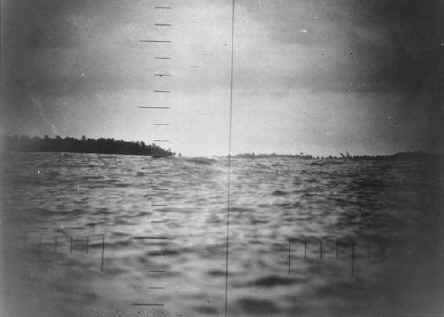
A Makin-atoll a periszkópon keresztül

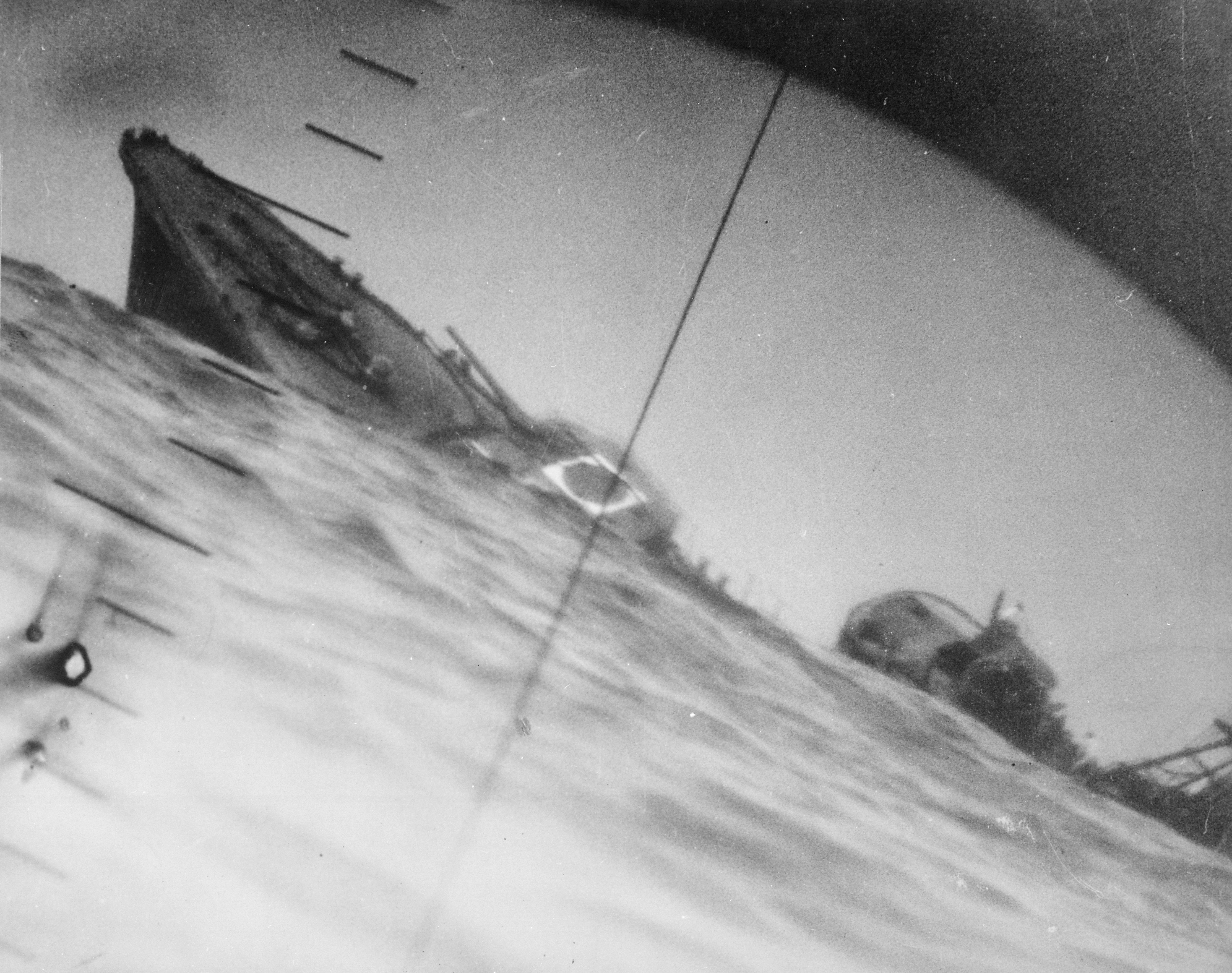
A süllyedő Jamakaze

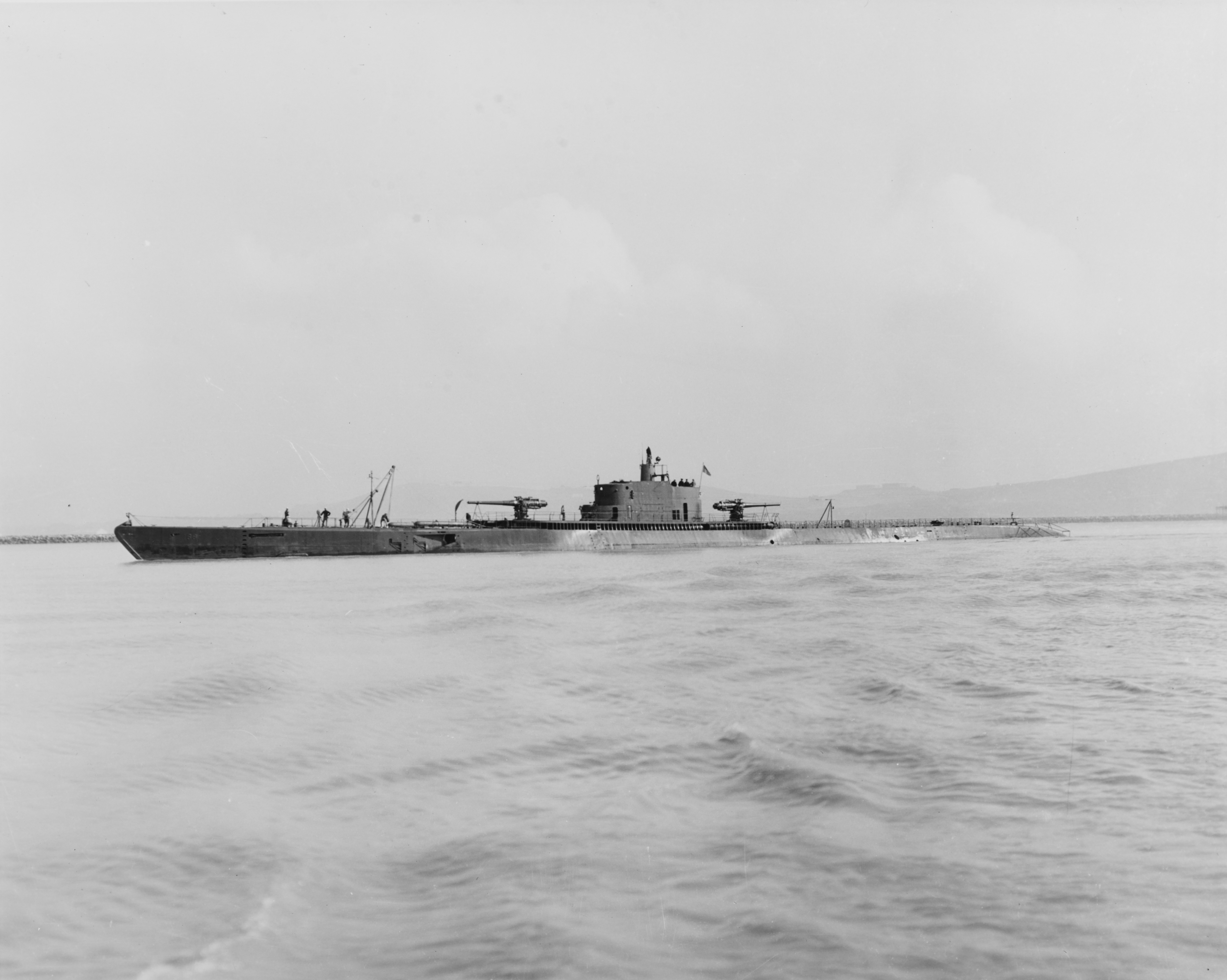
A Nautilus 1942. április 15-én a Mare-sziget közelében

Augusztus 8-án a Nautilus, az Argonaut tengeralattjáró társaságában, kilencven tengerészgyalogossal a fedélzetén a Makin-atoll felé indult. A japánok által megszállt szigetet augusztus 17-én a reggeli órákban támadták meg az amerikaiak. A Nautilus fedélzeti fegyvereivel az Ukiangong Pointnál található célpontokat lőtte. A tengeralattjáró lövészeinek sikerült elsüllyeszteniük egy csapatszállító bárkát és egy járőrhajót. Fél 12-kor, majd 12.55-kor légitámadás érte, és a búvárhajó kénytelen volt lemerülni. Augusztus 18-án éjjel legalább száz tengerészgyalogost vett a fedélzetére, és hét nap múlva elérte Pearl Harbort.

### Harmadik út
1942. szeptember 15-én a Nautilus elindult harmadik járőrútjára. Végighajózott Japán partjai mentén, és a rossz időjárás és a mechanikai problémák ellenére sikerült elsüllyesztenie két szállítóhajót és három fabárkát: szeptember 29-én a Tamon Maru, október 1-jén a Toszei Maru teherhajót torpedózta meg. Október 12-én, egy mélységibomba-támadás után, kiderült, hogy szivárog az olaj, ami egyre fokozódott. Nyolc nap múlva rájöttek, hogy a levegő is szökik. A tengeralattjáró olyan helyre hajózott, ahol kevesebb japán repülő járőrözött, remélve, hogy a szivárgó olaj és a szökő levegő nem árulja el pozíciójukat. A Nautilusnak ilyen körülmények között is sikerült október 24-én, egy teherhajót, a Kenun Marut elsüllyesztenie. Másnap a tenger fenekére küldött egy bárkát. Október 31-én megérkezett Midwayre, ahol ideiglenesen megjavították, majd továbbhajózott Pearl Harborba, ahol november 5-én kötött ki.

### Negyedik út
A Nautilus 1942. december 13-án elindult negyedi útjára. December 31-én és január 1-jén 26 felnőttet és három gyereket evakuált Teop-szigetről. Január 9-én a Nautilus elsüllyesztette a Joszinogava Maru csapatszállító-hajót Bougainville-től keletre, majd január 19-én megrongálta az Akizuki rombolót, valamint egy tankert és egy teherhajót. Február 4-én az ausztráliai Brisbane-nél partra tette a 29 kimentett civilt.

### Ötödik út
1943. április 20-án, öt nappal azután, hogy megérkezett Pearl Harborba, a Nautilus ismét kifutott a tengerre. Április 27-én érkezett meg az alaszkai Dutch Harborba, majd 109 felderítőt tett partra május 11-én reggel Attun, alig öt órával a fő támadás előtt. A nyár nagy részét (május 25. és augusztus 17. között) a Mare-szigeti javítódokkokban töltötte.

### Hatodik út
A tengeralattjáró 1943. szeptember 16-án kihajózott Pearl Harborból. Küldetésének elsődleges célja információgyűjtés volt a Gilbert-szigetek környékén. A járőútról október 17-én tért vissza, értékes fényképekkel Tarawáról, Kumáról, Butaritariról, Abemamáról és Makinról, valamint más szigetekről.

### Hetedik út
1943. november 18-án a tengeralattjáró visszaindult Tarawára, hogy az invázió előtt begyűjtse a legfrissebb időjárási és tengermozgási adatokat. Másnap 21.59-kor a Ringgold romboló tévesen japán hajóként azonosította a Nautilust, és tüzet nyitott rá. A búvárhajó tornyát eltalálta egy lövedék. Ideiglenes javítás után folytatta a küldetést, és a november 20-áról 21-ére virradó éjszaka partra tett 78 felderítőt Abemamán, akik a következő napokban biztosították a gyengén védett szigetet. A tengeralattjáró december 4-én tért vissza Pearl Harborba.

### Nyolcadik út
1944. január 27-én a Nautilus elindult nyolcadik járőrszolgálatára. 1944. március 6-án a Palau- és a Marshall-szigetek térségében elsüllyesztette az Amerika Maru szállítóhajót, és megrongált három másikat. A tengeralattjáró áprilisban több Fülöp-szigeteki gerillaakciót segített.

## További portyázások
A tengeralattjáró 1944. május 29-én indult kilencedik járőrútjára. Lőszert, üzemanyagot és felszerelést vitt a mindanaói gerilláknak. Tizedik útján, júniusban, hasonló feladata volt a Negros-szigetenen. Következő útjain, nyáron és ősz elején, felderítő egységeket és ellátmányt rakott partra a Fülöp-szigetek különböző pontjain, július 14-én például Lagomán. Október 31-én, tizenharmadik járőrútján azt az utasítást kapta, hogy süllyessze el a megfeneklett USS Darter búvárhajót. A Nautilus torpedói nem találtak, mindegyik a zátonyon robbant. Ezután a fedélzeti löveggel tették menthetetlenné a Dartert. 1945. január 30-án kikötött az ausztráliai Darwinban, és ezzel teljesítette tizennegyedik, utolsó küldetését. Háborús szolgálataiért 14 csatacsillagot kapott. 1945. november 16-án ócskavasként eladták a philadelphiai North American Smelting Companynek.

## Kapitányok
| Kapitányok              | Kapitányok          | Kapitányok          | Kapitányok |
| Név                     | Szolgálat kezdete   | Szolgálat vége      |            |
| ----------------------- | ------------------- | ------------------- | ---------- |
| Thomas John Doyle       | 1930. július 1.     | 1932. június 4.     |            |
| Alf Ole Ruh Bergesen    | 1937. július 3.     | 1940. július        |            |
| Lloyd Dallas Follmer    | 1940. július        | 1941. június 3.     |            |
| Joseph Phillip Thew     | 1941. június 3.     | 1942. március 3.    |            |
| William Herman Brockman | 1942. március 3.    | 1943. augusztus 26. |            |
| William Davis Irvin     | 1943. augusztus 26. | 1944. április 18.   |            |
| George Arthur Sharp     | 1944. április 18.   | 1944. december 17.  |            |
| Willard de Loss Michael | 1944. december 17.  | 1945. június 30.    |            |

## Külső linkek
- Fotók a Nautilusról
- Filmfelvétel a Nautilus visszaérkezéséről a makini rajtaütés után